# 相爱 (韩红)
《相爱》是韩红在2002年发行的专辑。
所属语言：普通话
唱片公司：明星世界

## 曲目
1. 相爱
2. 原野
3. 格桑花开
4. 漂
5. 就这样算了吧
6. 我是谁
7. WILL ALWAYS LOVE YOU
8. 雪
9. 那个冬季
10. 穿行
11. 天空
12. 你不会回来
13. 那片海
14. 斜当
15. 醒了

| 前任： 醒了 | 韩红的专辑 2002 | 繼任： 情人 |